# مردی به نام خدا
مردی به نام خدا (انگلیسی: A Man Called God; کره‌ای: 신이라 불리운 사나이) یک مجموعه تلویزیونی کره جنوبی سال ۲۰۱۰ با بازی سونگ ایل گوک، هان چه یونگ، کیم مین جونگ، هان گو اون و یو این یونگ است. این مجموعه از ۶ مارس تا ۲۳ مه ۲۰۱۰، روزهای شنبه و یکشنبه ساعت ۲۱:۴۵ (کی‌اس‌تی) از ام‌بی‌سی برای ۲۴ قسمت پخش شد.
این مجموعه اکشن عاشقانه با بودجه ۱۰ میلیارد وونی، بر پایه مانهوایی با همین نام در سال ۱۹۹۹ به نویسندگی پارک بونگ سونگ است.

## بازیگران
- سونگ ایل گوک در نقش مایکل کینگ / چوی کانگ تا
  - نام دا روم در نقش جوانی کانگ تا
- هان چه یونگ در نقش جین بو به[۳]
- کیم مین جونگ در نقش هوانگ وو هیون
- هان گو اون در نقش ویویان کسل
- یو این یونگ در نقش جانگ می